# Bösdorf

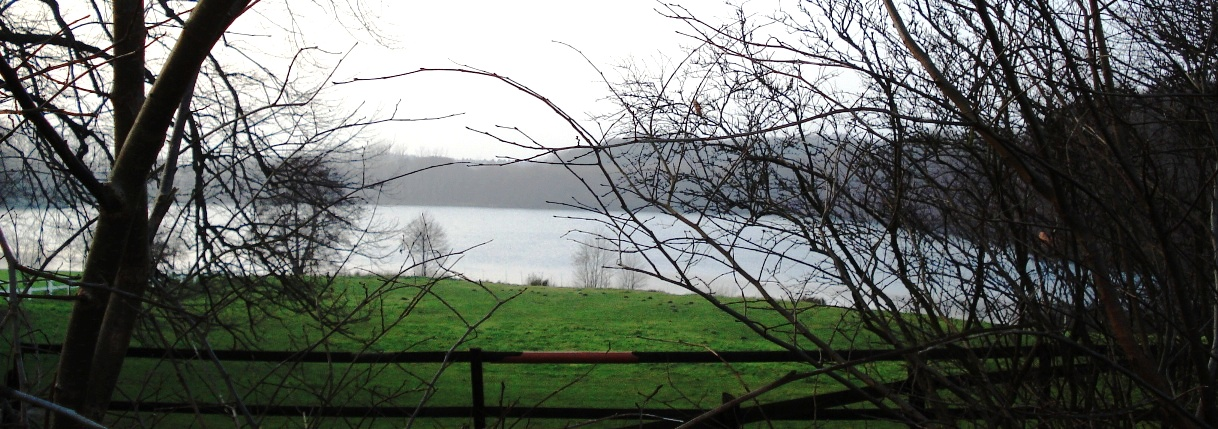
Heidensee

Bösdorf è un comune tedesco di 1 342 abitanti situato nel land dello Schleswig-Holstein.
Fino al 1º gennaio 2014 faceva parte della comunità amministrativa del Großer Plöner See.

## Altri progetti

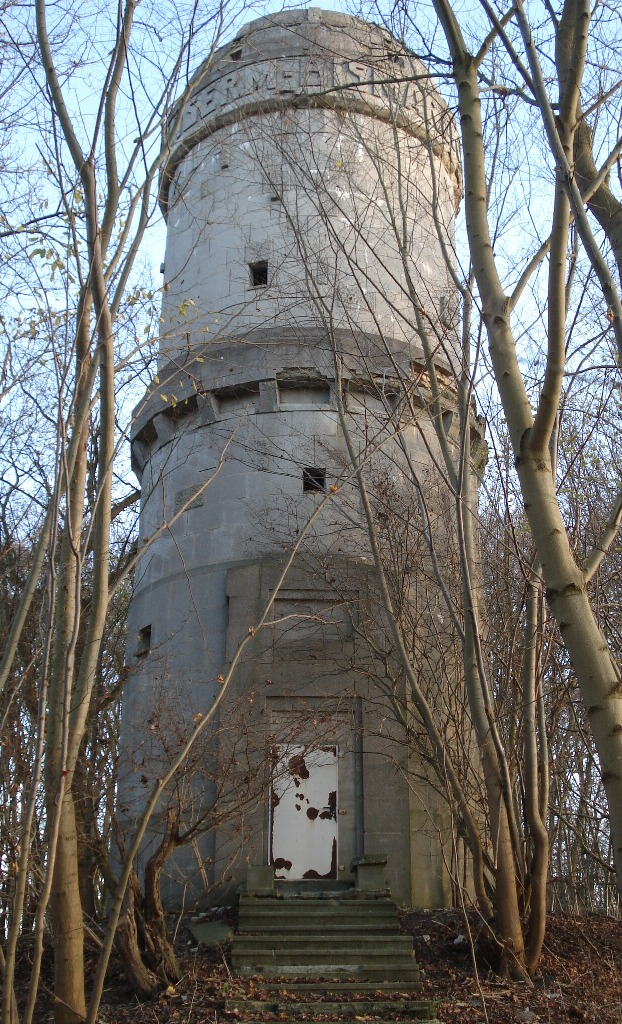
Bismarcksaeule Waldshagen